# Ворона (Румунія)
Ворона (рум. Vorona) — село у повіті Ботошані в Румунії. Адміністративний центр комуни Ворона.
Село розташоване на відстані 351 км на північ від Бухареста, 18 км на південь від Ботошань, 85 км на північний захід від Ясс.

## Населення
За даними перепису населення 2002 року у селі проживали 2466 осіб, усі — румуни. Усі жителі села рідною мовою назвали румунську.